# Olcoz
Olcoz (Olkotz en euskera) es una localidad española y un concejo de la Comunidad Foral de Navarra perteneciente al municipio de Biurrun-Olcoz. Está situado en la Merindad de Pamplona, en la Comarca de Puente la Reina. Su población en 2014 fue de 41 habitantes (INE).

## Geografía
A sólo 20 km de Pamplona, este lugar de Navarra confina por el norte con el concejo de Biurrun, por el este con Muruarte de Reta, por el sur con Barásoain, y por el oeste con Tirapu y Úcar. Forma parte del valle conocido como Valdizarbe junto a Adiós, Añorbe, Biurrun, Enériz, Legarda, Muruzábal, Obanos, Tirapu, Úcar y Uterga.

## Historia
Estuvo vinculado administrativamente Valdizarbe mientras este valle tuvo entidad administrativa. Posteriormente, ya en el siglo XIX, Olcoz se convirtió en ayuntamiento propio para, ya en el siglo XX, formar parte del municipio de Biurrun-Olcoz. Antes de las reformas municipales de 1835-1845, elegía sus regidores; tras ellas, quedó sometido al régimen administrativo común.
Está situado en el Camino de Santiago, en la variante aragonesa que parte desde Santa Cristina de Somport.

## Geografía humana

### Demografía
| Gráfica de evolución demográfica de Olcoz entre 1842 y 1920 |
| |
| Población de derecho según los censos de población del INE Población de hecho según los censos de población del INEEntre el censo de 1930 y el anterior, este municipio desaparece porque se agrupa en el municipio 31056 (Biurrun Olcoz) en el año 1929 |

## Arte arquitectura
- Palacio cabo de armería del marqués de Fuerte Gollano.
- Torre palaciana, adyacente al mismo, es una torre de linaje datada en los siglos XIV y XV, y destruida durante la Guerra de la Independencia por tropas de Espoz y Mina.[5]
- Iglesia parroquia de San Miguel, tiene una puerta simétrica a la de Eunate.

## Galería

Arte y arquitectura en Olcoz
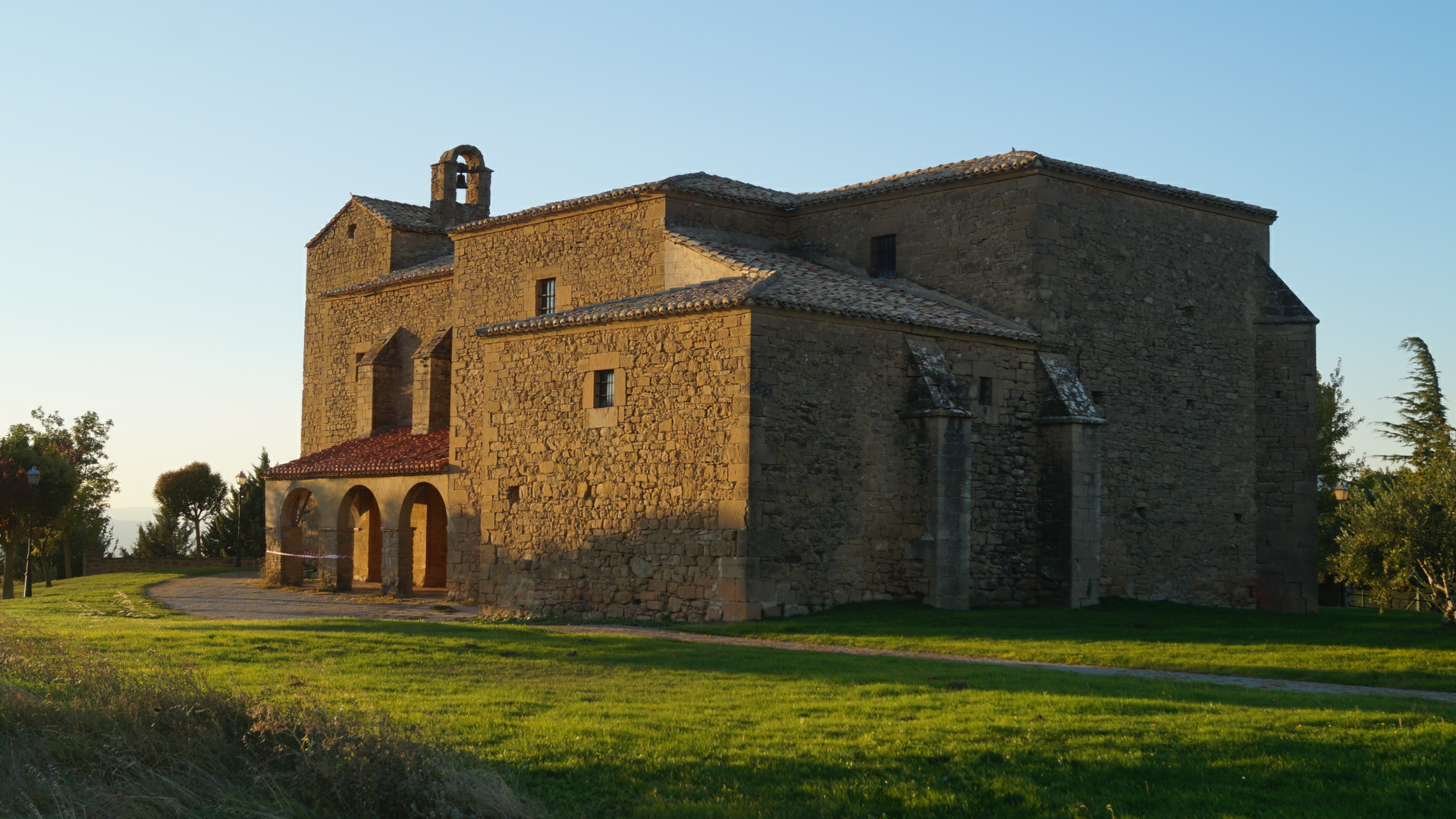
Iglesia parroquial de San Miguel
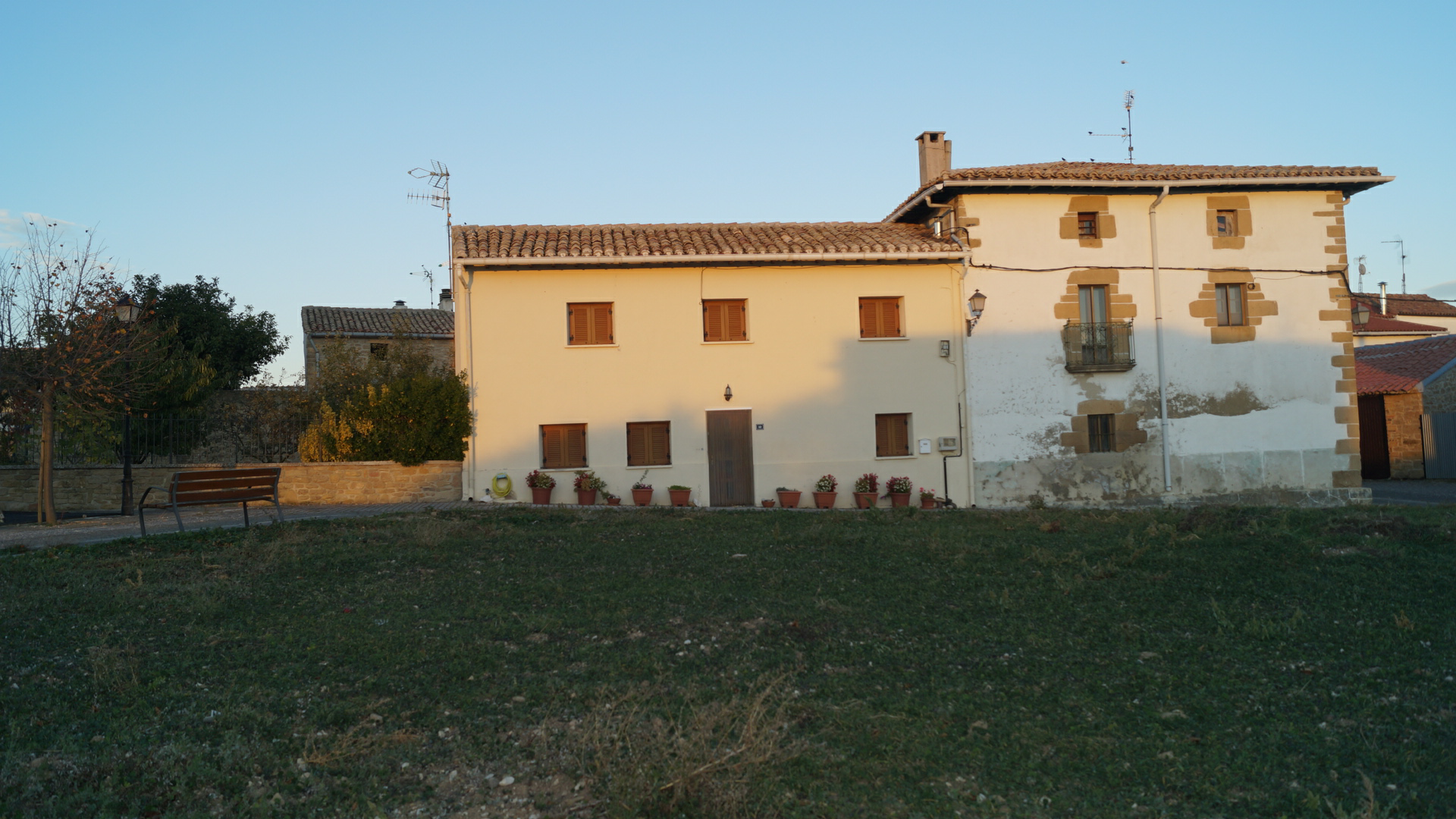
Vista del pueblo
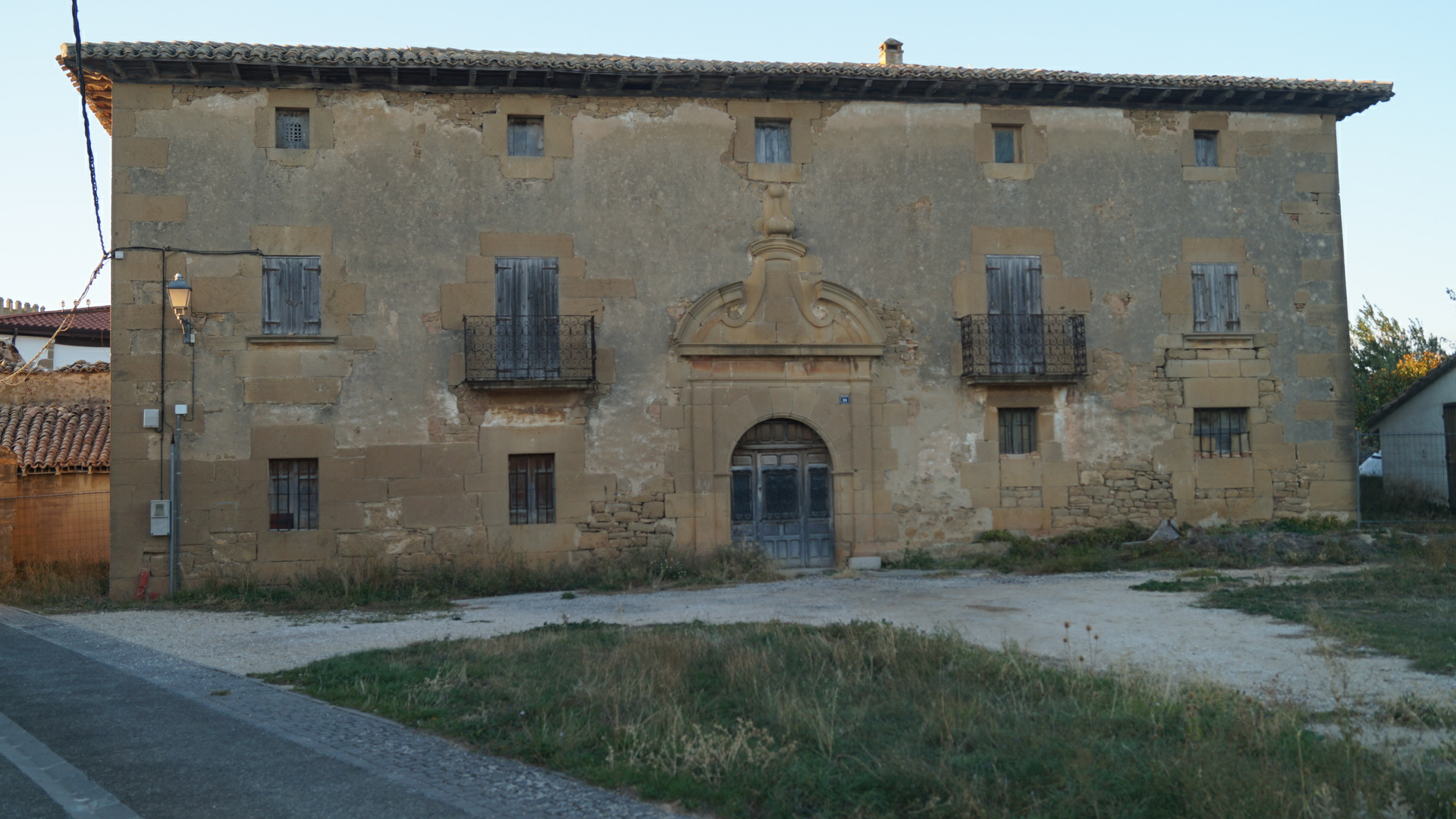
Palacio cabo de armería de Olcoz
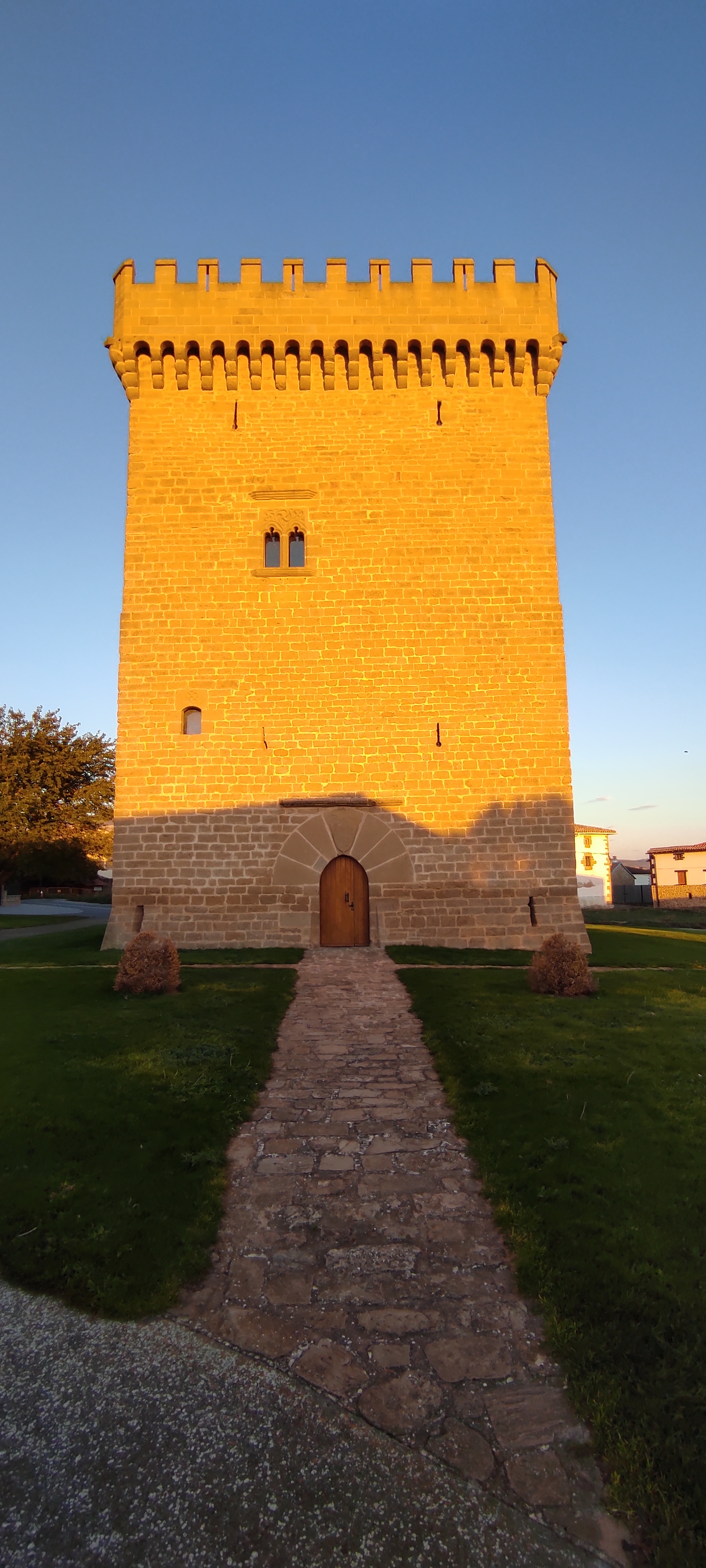
Torre palaciana